# P45
Das PAYE Formular P45 (Titel: Details of employee leaving work) des britischen und irischen Steuerrechts ist eine der früheren deutschen Lohnsteuerkarte vergleichbare Bescheinigung über das gezahlte Gehalt und die abgeführten Lohnsteuern und Sozialabgaben.
Ein Durchschlag des P45 wird von dem Arbeitgeber beim Ausscheiden aus dem Beschäftigungsverhältnis dem Arbeitnehmer übergeben und ist bei der Aufnahme einer neuen Beschäftigung dem neuen Arbeitgeber vorzulegen. Da die Übergabe der Bescheinigung mit dem Ende eines Beschäftigungsverhältnisses einhergeht, steht „den P45 bekommen“ in Großbritannien und Irland umgangssprachlich für „eine Kündigung erhalten“.